# Kincsesbánya
Kincsesbánya là một thị trấn thuộc hạt Fejér, Hungary. Thị trấn này có diện tích 10,87 km², dân số năm 2010 là 1505 người, mật độ 138 người/km².